# تنقر

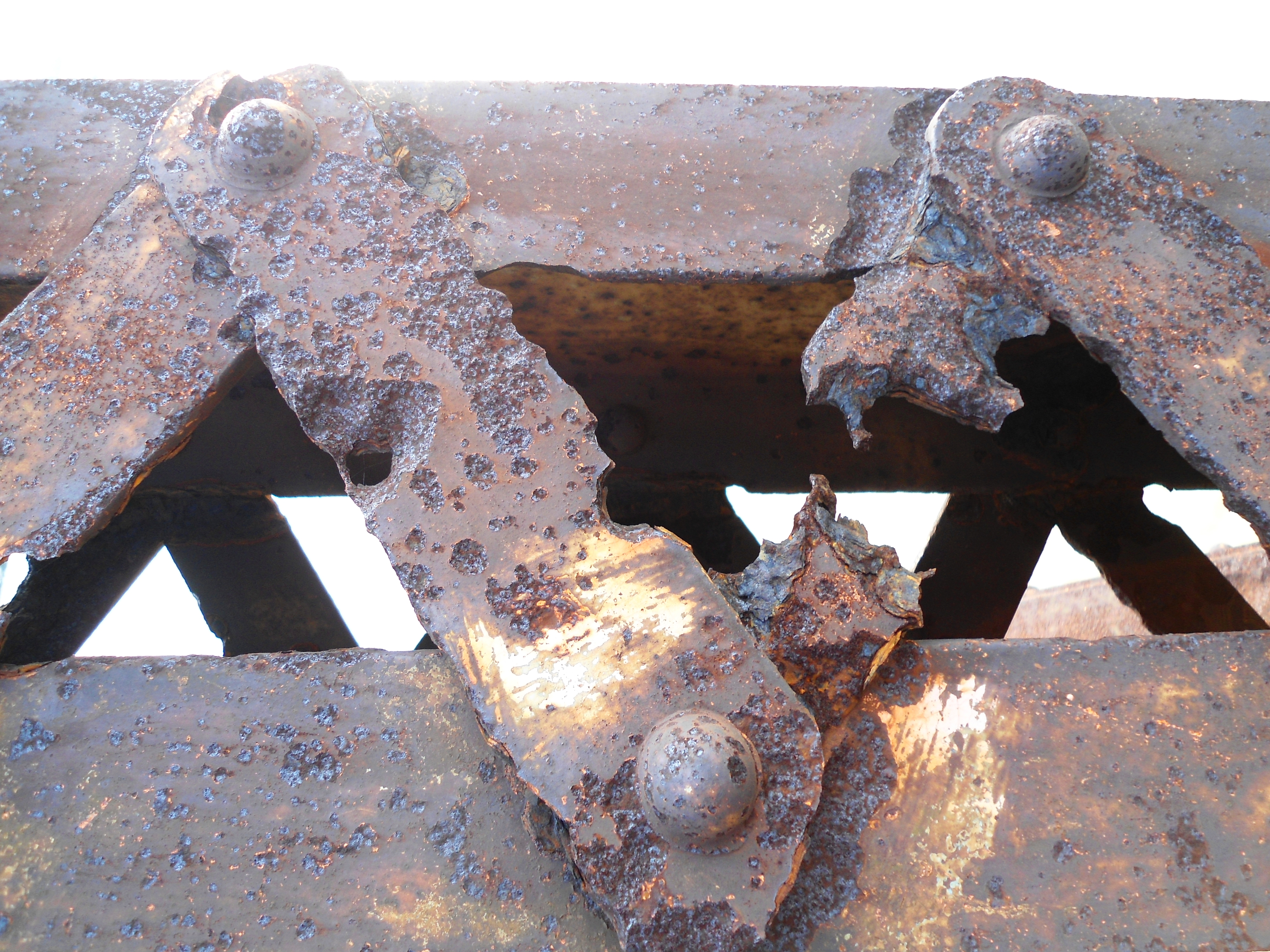
تنقر واضح على دعامات جسرية بسبب أيونات الكلوريد.

التنقّر (ملاحظة 1) هو نوع من أنواع التآكل الموضعي الذي يؤدي إلى ظهور ثقوب صغيرة على سطوح المعادن.
إن السبب الرئيسي لظهور التنقر هو تعطيل خاصة التخميل، التي تقي عادةً سطوح المعادن من التآكل، ضمن نطاق حيز صغير، والذي يؤدي في النهاية إلى حدوث تآكل جلفاني.